# Farmersville, Ohio
Farmersville là một làng thuộc quận Montgomery, tiểu bang Ohio, Hoa Kỳ. Năm 2010, dân số của làng này là 1009 người.

## Dân số
- Dân số năm 2000: 980 người.
- Dân số năm 2010: 1009 người.